# Mariä-Empfängnis-Dom

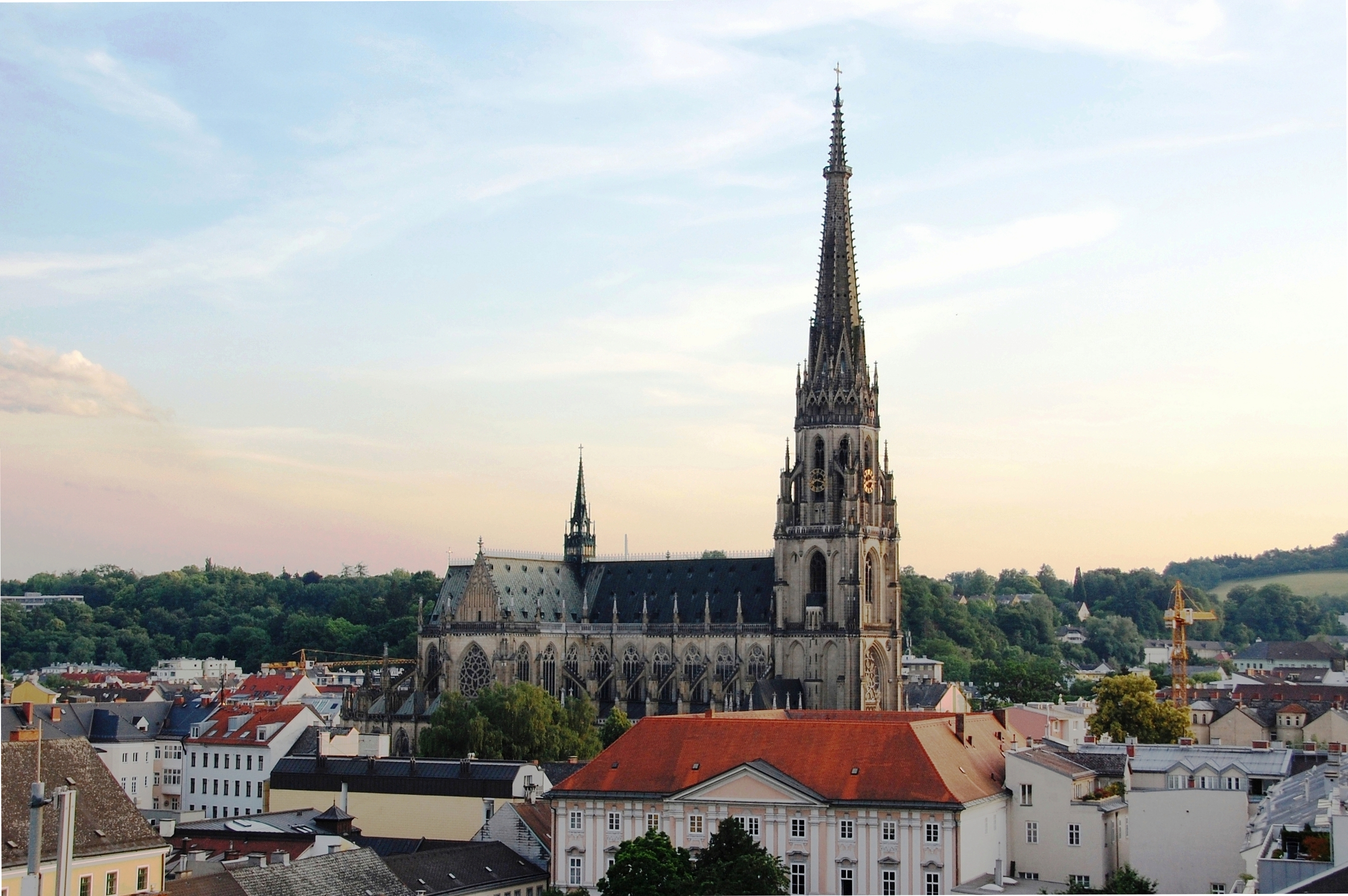
Mariä-Empfängnis-Dom

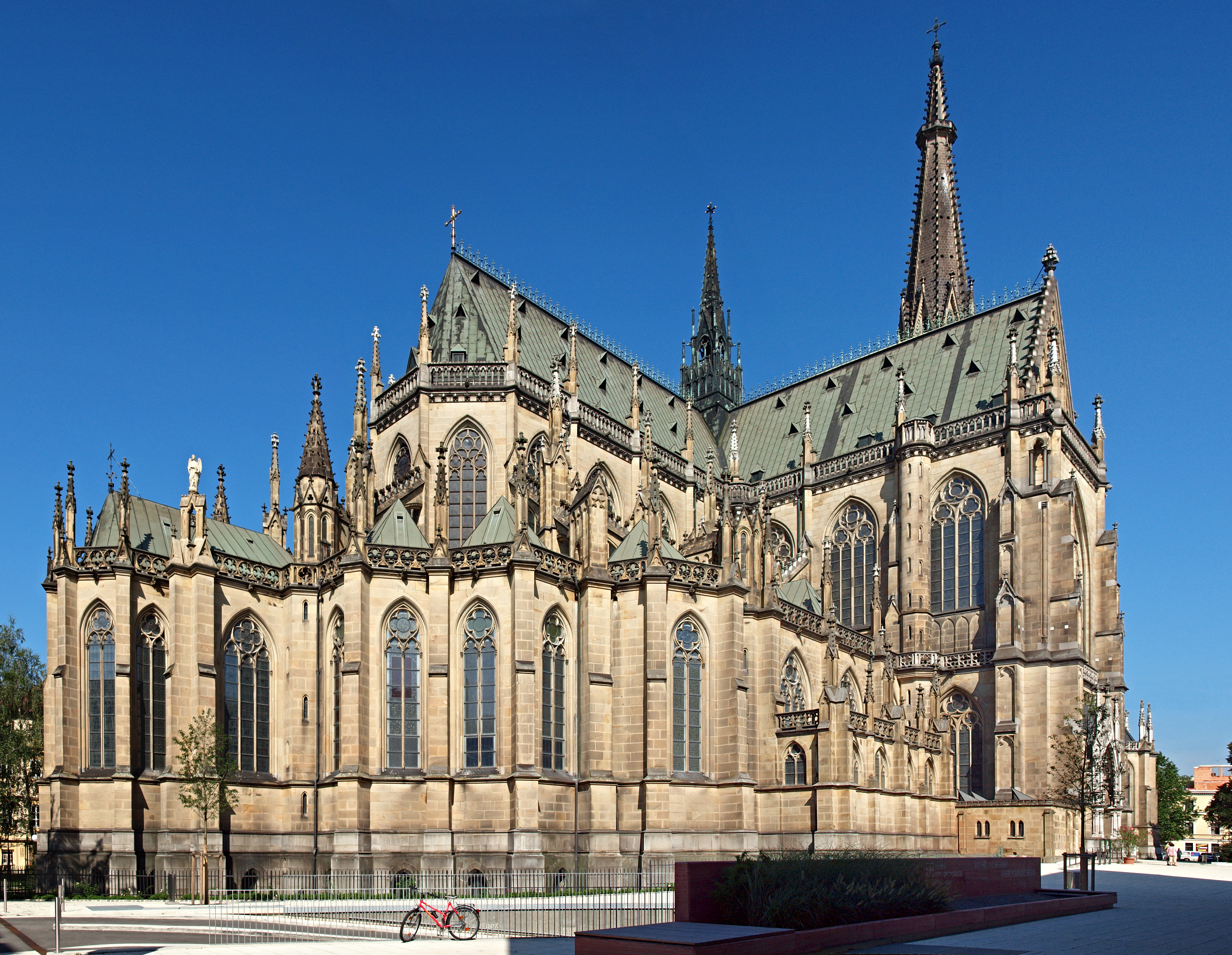
Dompanorama, Südostansicht

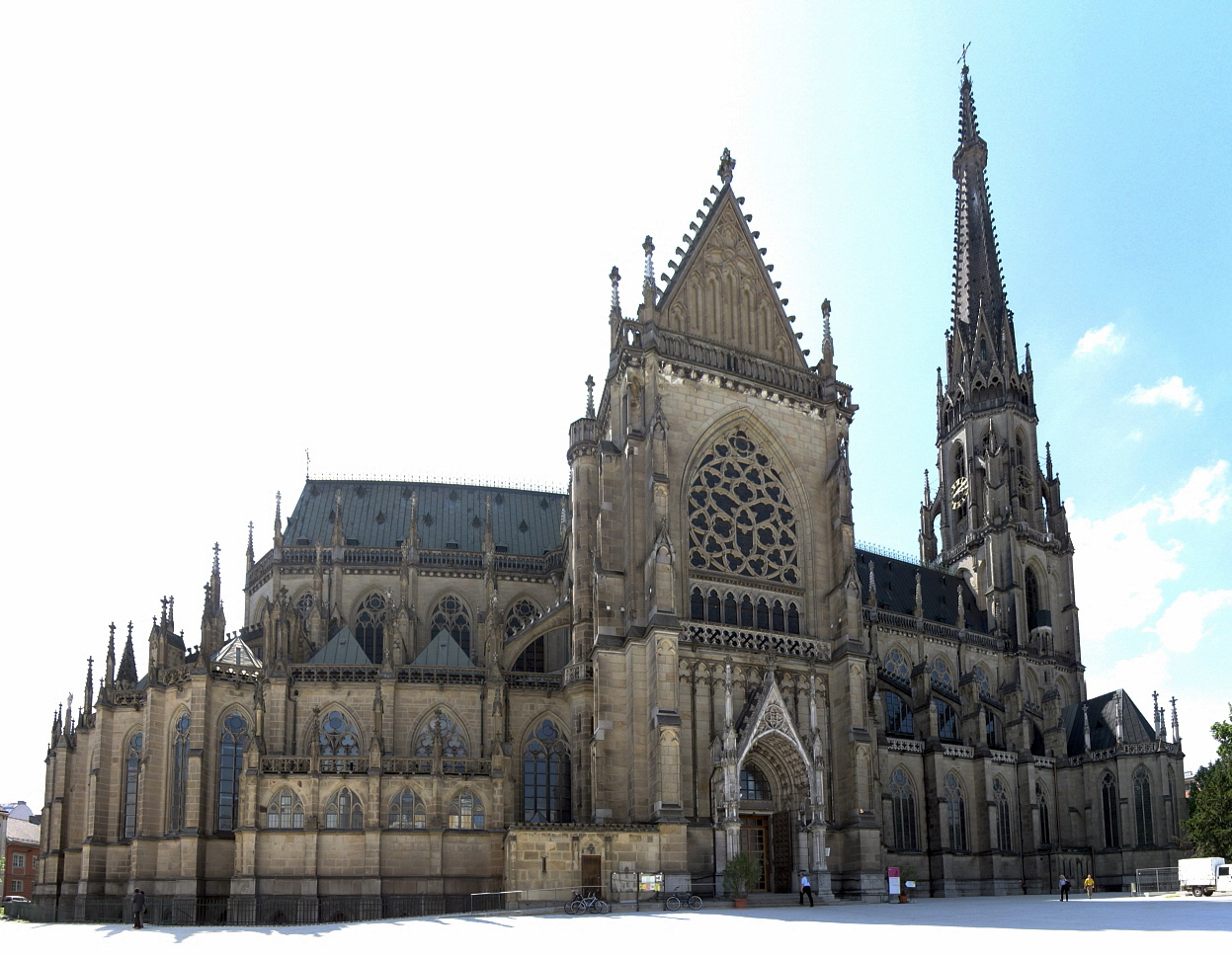
Mariä-Empfängnis-Dom, Ostseite

Der Mariä-Empfängnis-Dom in Linz ist ein neugotischer, römisch-katholischer Kirchenbau, der auch Mariendom und Neuer Dom genannt wird. Der Bau wurde 1855 durch den Linzer Bischof Franz Joseph Rudigier aus Dank für die Bulle Ineffabilis Deus vom 8. Dezember 1854 veranlasst. Er übernahm die Kathedralfunktion des Alten Linzer Doms.
1862 erfolgte die Grundsteinlegung, am 1. Mai 1924 wurde der Dom von Bischof Johannes Maria Gföllner schließlich als Marienkirche geweiht. Fertiggestellt wurde der Bau erst 1935, im Zuge der Feiern zum 150-Jahr-Jubiläum der Diözese Linz wurde zugleich der Domplatz neugestaltet. Der Dom ist die größte Kirche Österreichs und um rund zwei Meter niedriger als der Stephansdom.

## Gebäude

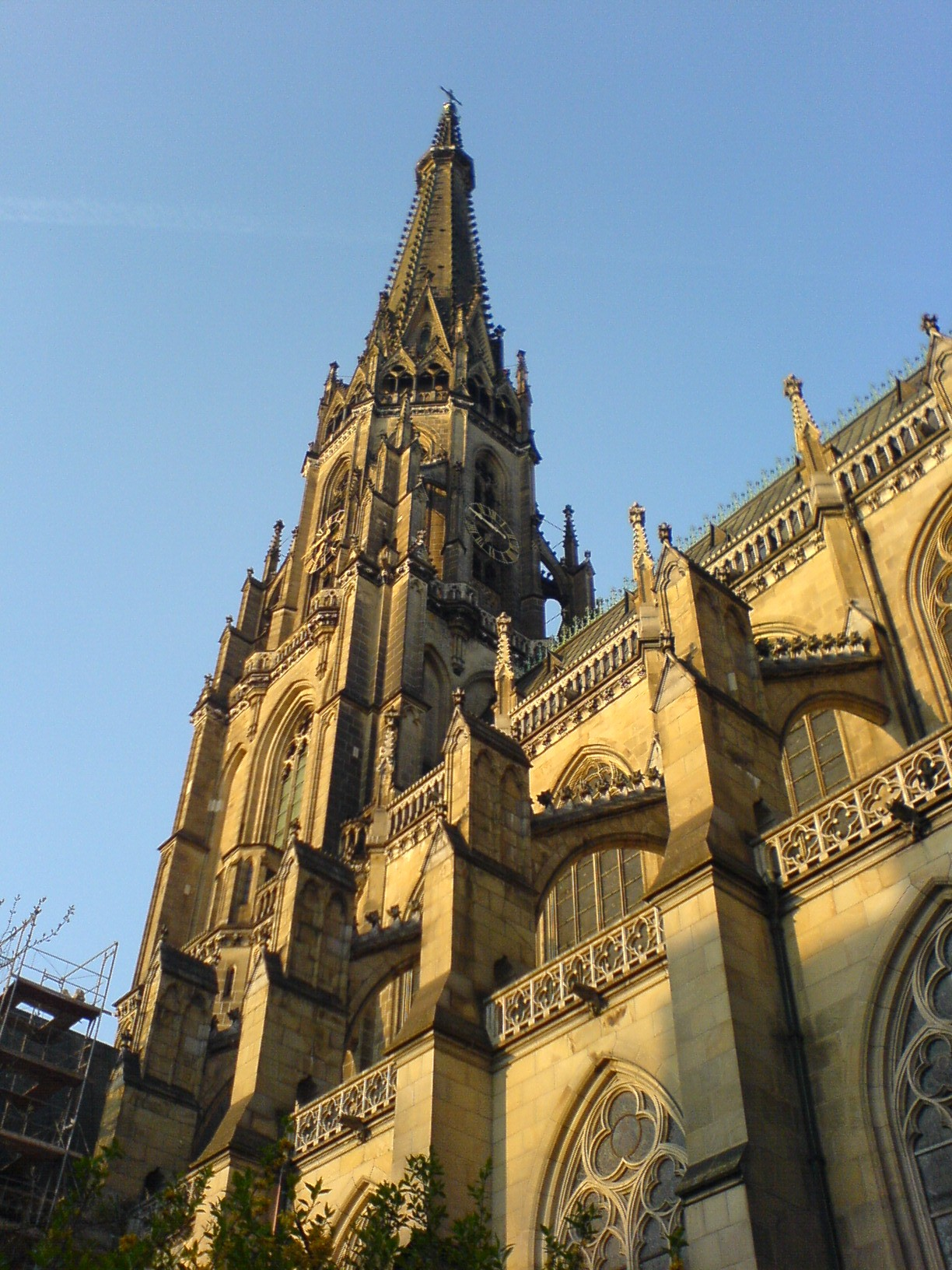
Mariä-Empfängnis-Dom, Westseite

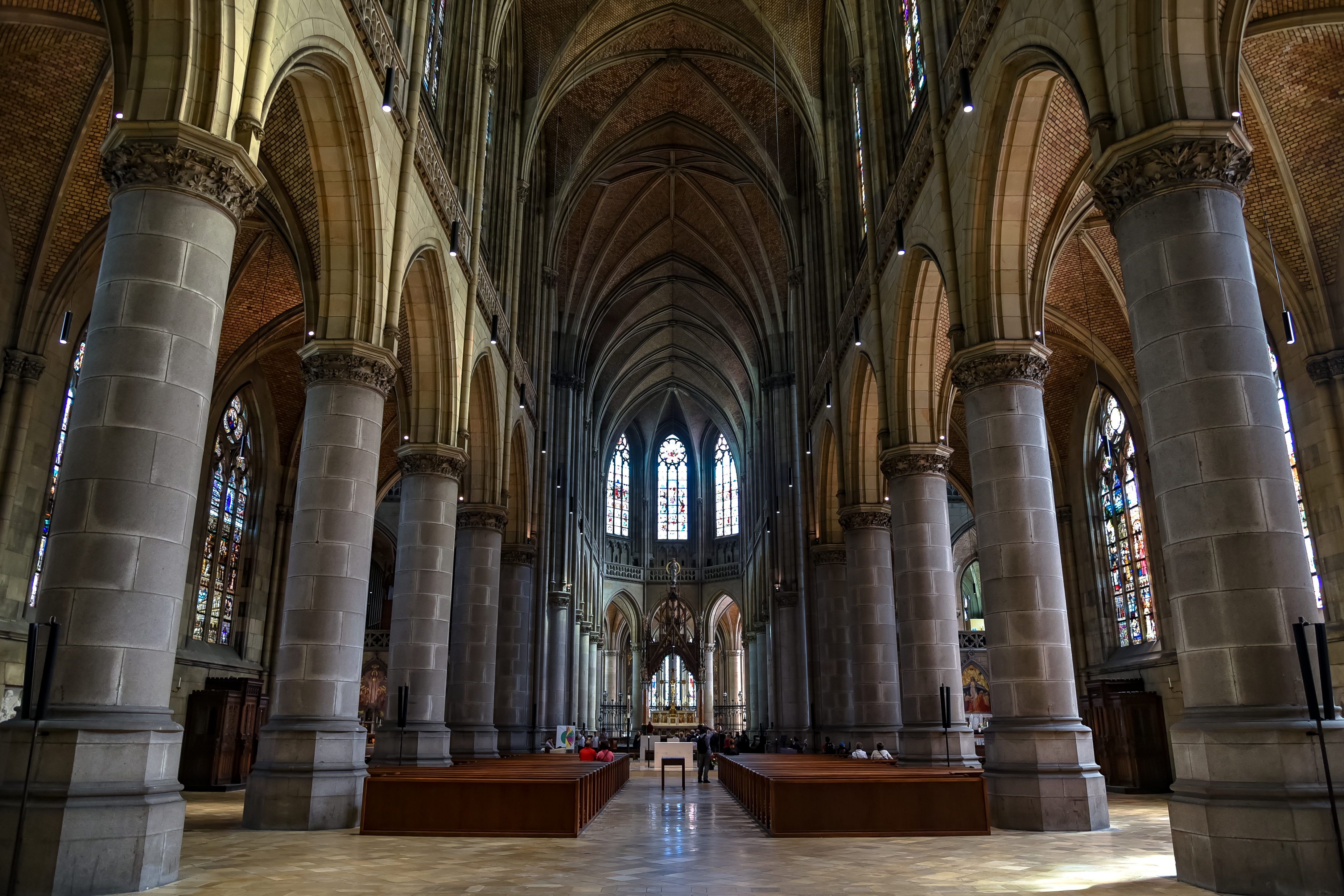
Innenraum

Der Mariä-Empfängnis-Dom hat die Adresse Domplatz 1 und ist die (nach Fassungsvermögen) größte, nicht aber höchste Kirche Österreichs. Die ursprünglich geplante Höhe wurde laut einer verbreiteten, doch unbelegten Legende deshalb nicht bewilligt, da in Österreich-Ungarn kein Gebäude höher sein durfte als der Südturm des Stephansdoms in Wien. Mit 134,8 m (Neuvermessung 2018: 134,69 m ab der Gelände-Oberkante, beziehungsweise 133,53 m ab der Fußboden-Oberkante) ist der Turm des Mariä-Empfängnis-Domes in Linz um rund zwei Meter niedriger als der des Stephansdomes. Der Außenbau ist 130 m lang, die Hauptfirsthöhe beträgt außen 44 Meter, die Breite des Langschiffs 27,5 m, die des Mittelschiffs 13,5 m und die des Querschiffs 60 m. Die Grundfläche beträgt 5.170 m², die Summe der gedeckten Dachflächen 7.120 m². Insgesamt besitzt der Dom (mit der Krypta) 142 Fenster, 54 Säulen und 17 Altäre.
Verbaut sind vorwiegend Materialien aus Österreich. Die tragenden Säulen bestehen aus Neuhauser Granit aus St. Martin im Mühlkreis. Der Sandstein für die Mauern stammt aus dem Steinbruch Steineckl (Maiß) bei Altlengbach in Niederösterreich. Das Gewölbe wurde aus Wienerberger Ziegeln mit gerußten Fugen errichtet. Gewölberippen, Fenstermaßwerke und Säulenkapitelle wurden aus St. Margarethener Kalksandstein und Mannersdorfer Stein gehauen. Konglomerat aus Kremsmünster wurde für die Krypta verwendet.
Der neue Hauptaltar sowie der Ambo und die Einfassungen des Bischofssitzes bestehen aus Jura-Kalkstein nahe Eichstätt in Bayern.

## Geschichte und Architektur

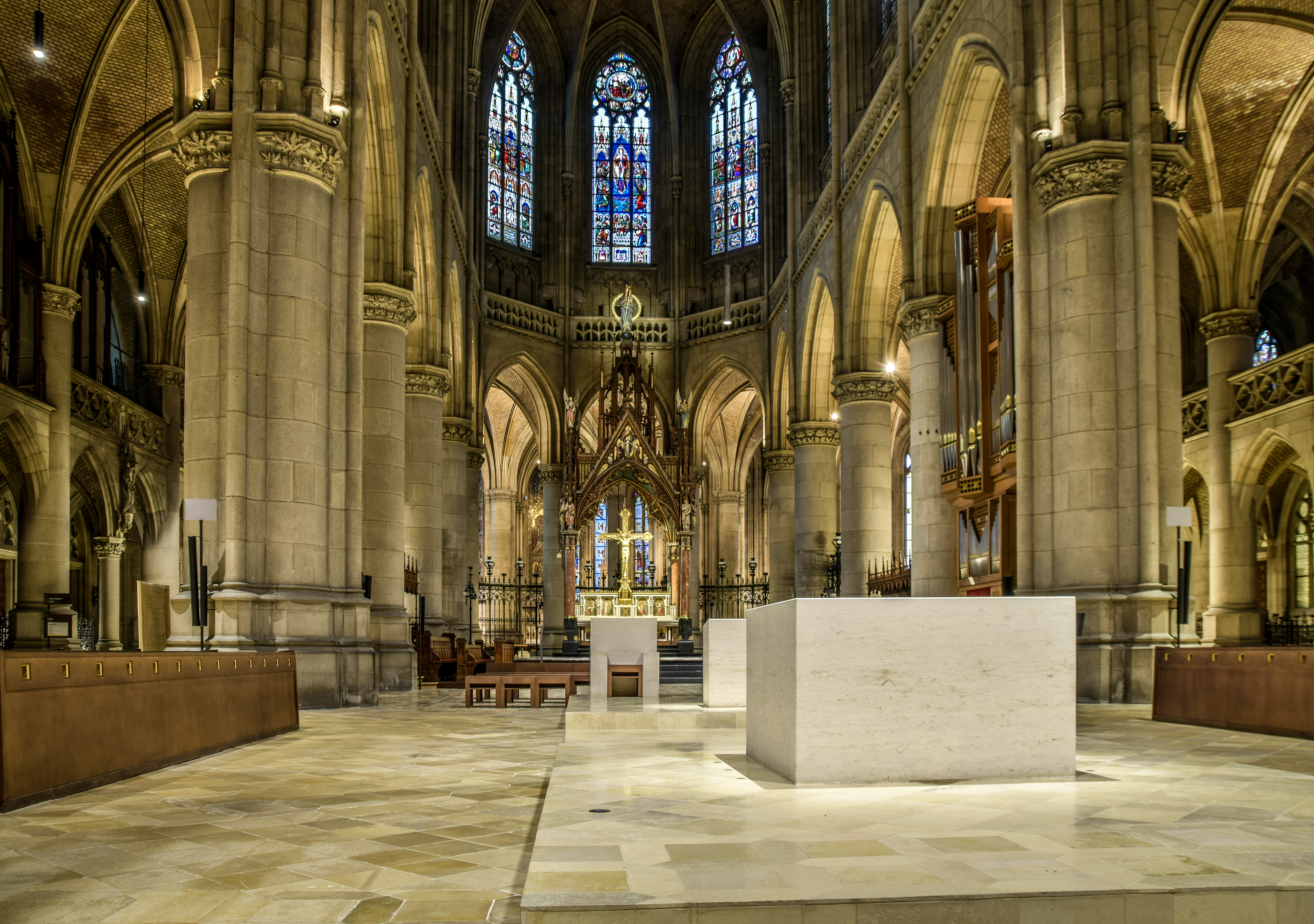
Der neue Altar in der Vierung des Domes

### Errichtung
Das starke Bevölkerungswachstum der Industriestadt im 19. Jahrhundert machte einen Kirchenneubau erforderlich. Den äußeren Anlass bot die 1854 veröffentlichte päpstliche Bulle Ineffabilis Deus zur Erklärung des Dogmas der Unbefleckten Empfängnis Mariens. Die Pläne des Kölner Diözesanbaumeisters Vincenz Statz lagen im April 1859 vor. Die Grundsteinlegung am 1. Mai 1862 wurde mit Anton Bruckners Festkantate feierlich begangen. Die Einweihung des ersten Bauabschnitts, der Votivkapelle, erfolgte am 29. September 1869 mit Bruckners Messe in e-moll, wobei wegen des noch halb offenen Raumes auf Streicher und Solisten verzichtet wurde, sodass nur Bläser und Chor zum Einsatz kamen.
Statz plante und errichtete den Dom weniger im Stil der französischen als vielmehr der belgisch-niederländischen Hochgotik, wobei Kirchenbauten wie der Utrechter Dom als Vorbild dienten. Mitarbeiter waren die Dombaumeister Otto Schirmer, sein Sohn Franz Statz und Dombauleiter Matthäus Schlager. Zuerst entstanden 1862–1869 die Votivkapelle und 1870–1885 das Presbyterium bis zum Querschiff, danach von 1886 bis 1901 der Turm an der Nordseite der gesüdeten Kathedrale. Erst nach dessen Fertigstellung wurden ab 1902 Langhaus und Querschiff errichtet.

### Nach 1924
2017 wurde der Innenraum des Doms umgebaut. Die Kosten wurden mit 1,2 Millionen Euro veranschlagt, der Dom war rund ein halbes Jahr lang gesperrt. Unter anderem wurde der Altar in die Vierung verlegt, die Heizung modernisiert und Teile des Pflasters neu verlegt.
Im Juni 2018 führte ein Arbeiter mit einer Kranhebebühne Reparaturarbeiten in 15 m Höhe aus. Dabei riss er mit der Bühne eine 3,4 m hohe steinerne Fiale aus ihrer Verankerung. Der Mann wurde gerettet, das tonnenschwere Zierteil stürzte kurz darauf ab und zerschellte am Boden.

### Dombaumeister
Die Dombaumeister im Laufe der Zeit waren:
1. Vinzenz Statz, 1862
2. Otto Schirmer, 1898–1900
3. Franz Statz, 1900–1909
4. Matthäus Schlager, 1909–1959
5. Gottfried Nobl, 1959–2005
6. Wolfgang Schaffer, 2005–2022
7. Michael Hager, seit 2023

### Bilder der Baustelle

Bauzustand 1883
Um 1884
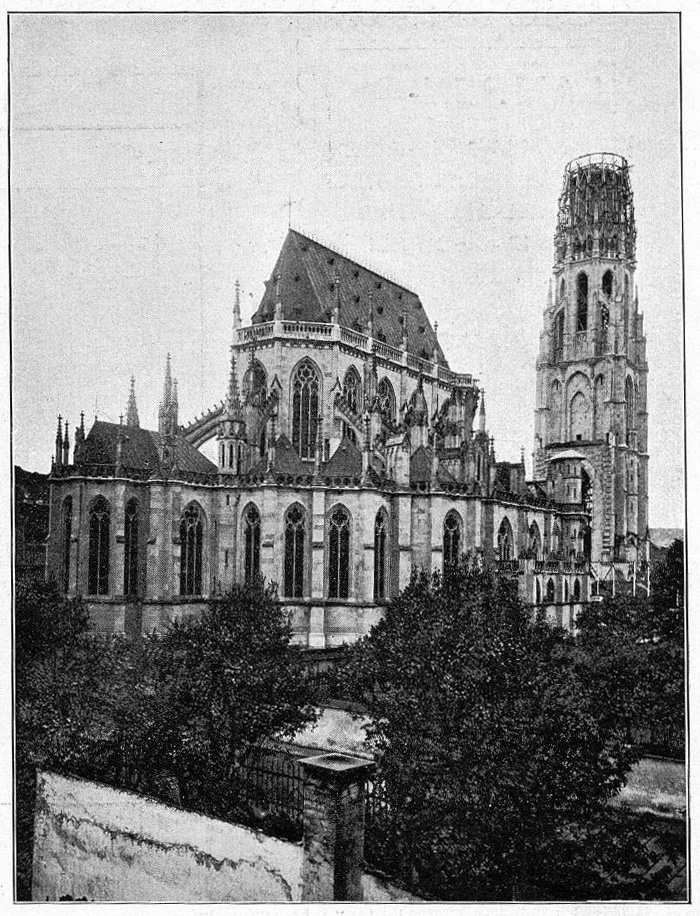
Dom mit unfertigem Turm (um 1898)
Stadtpanorama mit der Dombaustelle (um 1898)
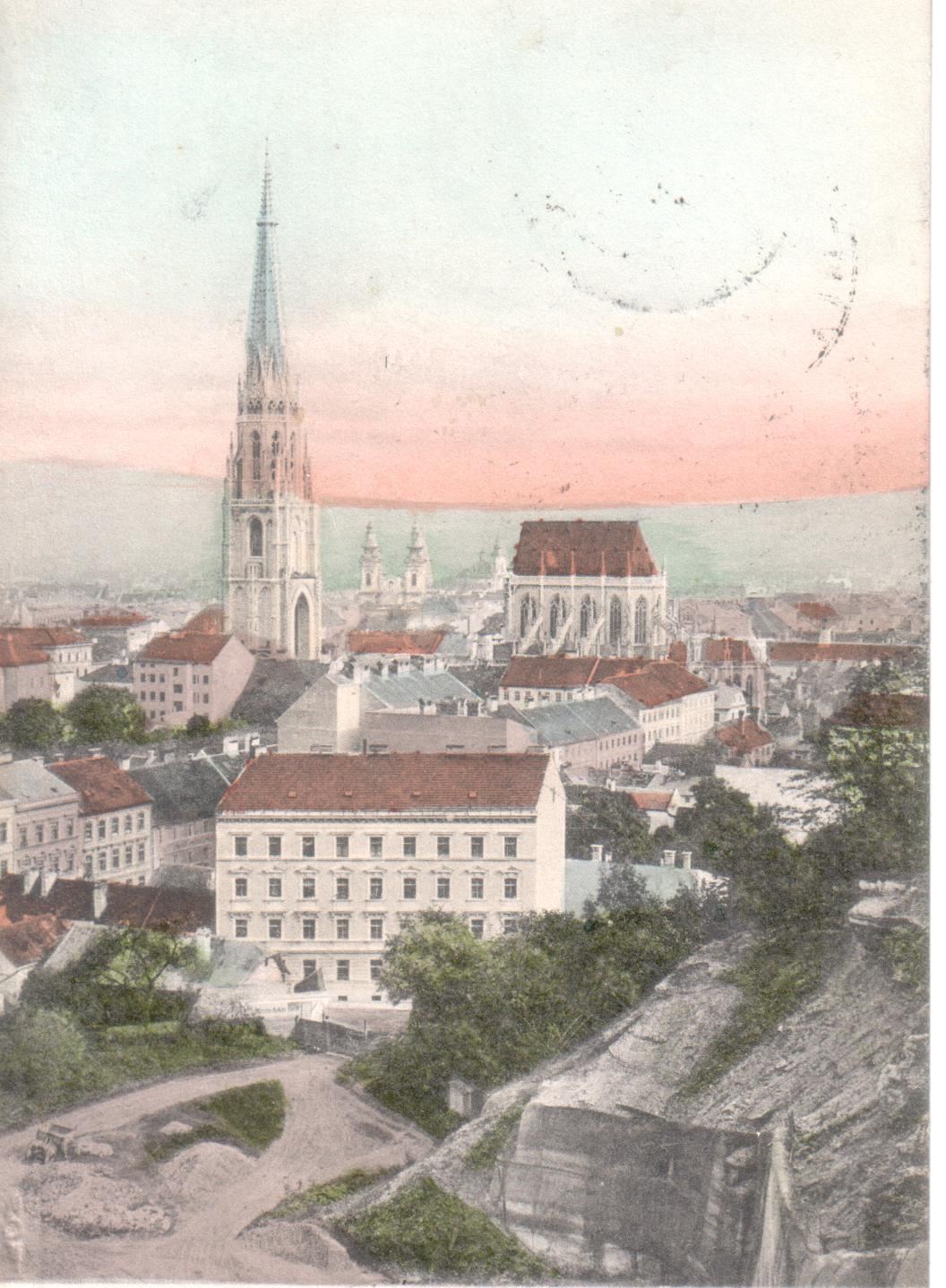
Postkarte, Blick vom Bauernberg mit noch nicht fertiggestelltem Dom

## Ausstattung

### Glasfenster

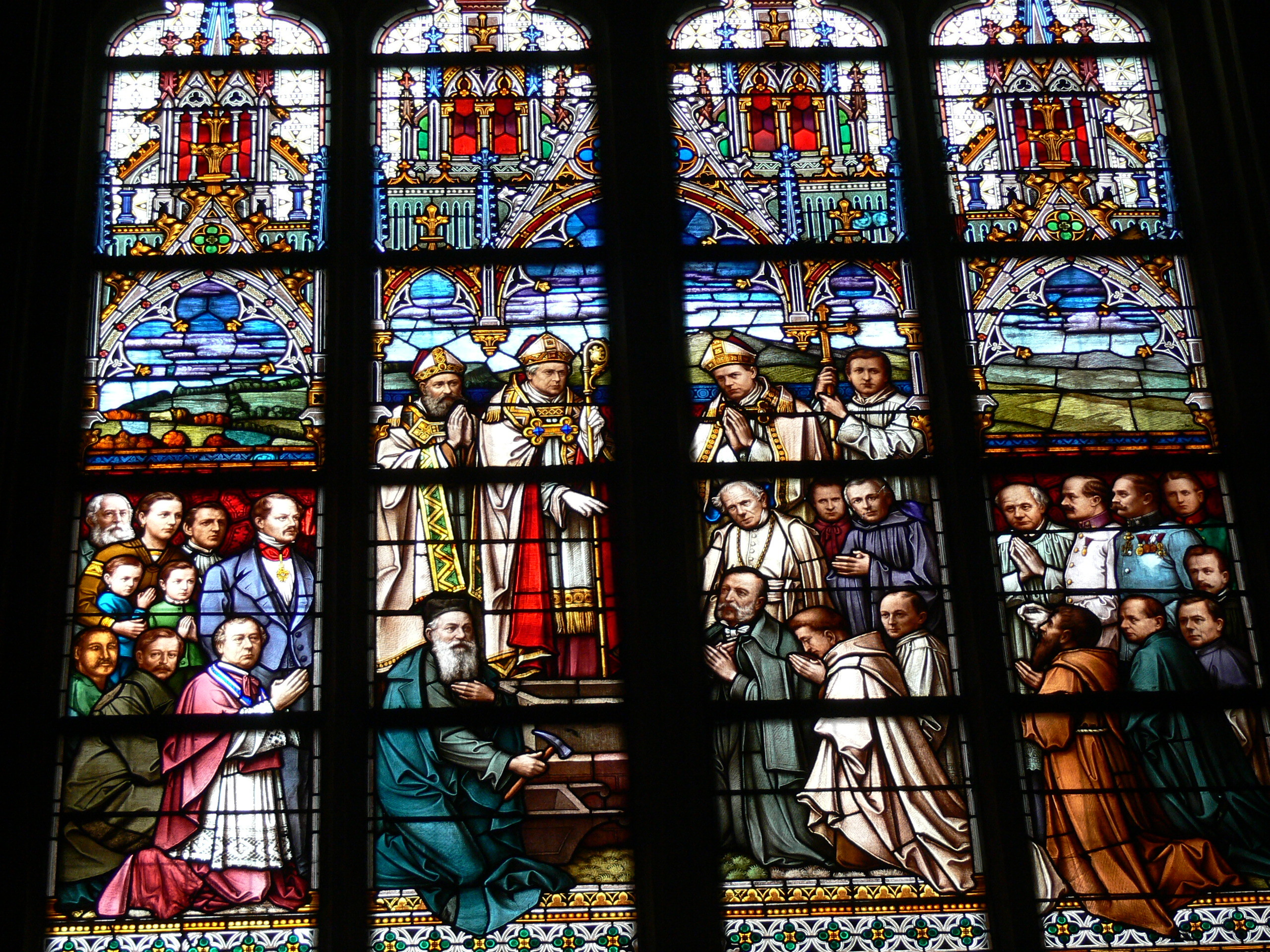
Grundsteinlegung durch Bischof Rudigier auf Glasfenster

Bemerkenswert sind die Gemäldefenster. Das bekannteste ist wohl das sogenannte Linzer Fenster, das Darstellungen aus der Linzer Geschichte zeigt. In den Fenstern sind auch die Abbilder verschiedener Sponsoren des Kirchenbaues abgebildet. Den Schlüssel zum neuen Dom schuf der Stahlschneider Michael Blümelhuber.

### Glocken
Der Mariä-Empfängnis-Dom besitzt neun Kirchenglocken. Die ältesten beiden Glocken, die Annaglocke und die Joachimsglocke, hängen noch an ihrem ursprünglichen Platz, zwischen zwei Strebetürmchen auf der umlaufenden Galerie der Votivkapelle. Sie wurden am 29. September 1869 zum ersten Mal geläutet. Die übrigen sieben Glocken bilden das „eigentliche“ Geläute. Sie hängen im Turm. Insgesamt hat das Geläut ein Gewicht von 17.700 kg. Wenn alle Glocken läuten, ist das Motiv des „Salve Regina“ zu hören.
| Nr. | Name       | Gussjahr | Gießer           | Masse    | Nominal | Turm/Anmerkung        |
| --- | ---------- | -------- | ---------------- | -------- | ------- | --------------------- |
| 1   | Immaculata | 1901     | Anton Gugg, Linz | 8.120 kg | f0      | Drittes Turmstockwerk |
| 2   | Josephi    | 1901     | Anton Gugg, Linz | 3.930 kg | a0      | Viertes Turmstockwerk |
| 3   | Petrus     | 1901     | Anton Gugg, Linz | 2.370 kg | c1      | Viertes Turmstockwerk |
| 4   | Pilger     | 1901     | Anton Gugg, Linz | 1.640 kg | d1      | Viertes Turmstockwerk |
| 5   | Agnes      | 1901     | Anton Gugg, Linz | 940 kg   | f1      | Viertes Turmstockwerk |
| 6   | Maximilian | 1901     | Anton Gugg, Linz | 480 kg   | a1      | Viertes Turmstockwerk |
| 7   | Michaeli   | 1901     | Anton Gugg, Linz | 290 kg   | c2      | Viertes Turmstockwerk |
| I   | Anna       | 1869     |                  |          |         | Strebetürmchen        |
| II  | Joachim    | 1869     |                  |          |         | Strebetürmchen        |

### Orgeln
Der Dom verfügt über zwei Orgeln: die Hauptorgel auf der Westempore und die Chororgel im Altarraum.

#### Hauptorgel
Die Hauptorgel ist ein Werk der dänischen Orgelbauwerkstatt Marcussen & Sohn, das am 8. Dezember 1968 eingeweiht wurde. Die Eigenschaften zweier zuvor von Marcussen gebauter Orgeln sowie die der Müller-Orgel (1738) in der Grote of Sint-Bavokerk in Haarlem flossen bei der Konzeption des in seinen Grundzügen von Sybrand Zachariassen entworfenen und disponierten Instrumentes ein. Es hat 70 Register (5890 Pfeifen, von denen aufgrund der Waldarmut Dänemarks nur relativ wenige aus Holz sind), Schleifladen, mechanische Spiel- und Registertrakturen, im Pedal elektrische Registertrakturen mit drei freien Kombinationen. Abschaltbare Barkerkoppeln erleichtern das Spiel mit gekoppelten Manualen.
Nach längerem Für und Wider beschloss man, die Sicht aus dem Kirchenschiff auf die Fensterrosette im Turm der Orgel zu opfern. Unter anderem diente hierbei die Grote of Sint-Bavokerk, wo das dortige große Fenster mit der Müller-Orgel verdeckt wurde, als Vorbild. Damit die neue Orgel den Linzer Dom zumindest bis zum Querschiff uneingeschränkt mit Klang füllen kann, wurde eine schallreflektierende Wand, die im oberen Teil gläsern ist, hinter ihr eingebaut. Dadurch entstand die „Rudigier-Halle“, ein Raum von etwa 10 m × 10 m Grundriss und ca. 20 m Höhe, zwischen der Orgel und der Rosette. Die beiden größten Pfeifen des Prinzipal 32′ konnten aus Platzgründen nicht im Prospekt aufgestellt werden; auch ein geplanter zweiter labialer 16′ im Hauptwerk sowie ein zweiter labialer 32′ im Pedal entfielen aus diesem Grund.
Im Gedächtnis an die Grundsteinlegung und den Initiator des Dombaues wird die Orgel auch Rudigier-Orgel genannt.
| I Rückpositiv C–g3   |        |
| Prinzipal (II ab f0) | 08′    |
| Gedackt              | 08′    |
| Quintadena           | 08′    |
| Oktave               | 04′    |
| Rohrflöte            | 04′    |
| Oktave               | 02′    |
| Waldflöte            | 02′    |
| Quinte               | 01 ⁄3′ |
| Sesquialtera II-IV 0 | 02 ⁄3′ |
| Scharf VI-VIII       | 01′    |
| Zimbel III           | 01⁄3′  |
| Dulcian              | 16′    |
| Krummhorn            | 08′    |
| Schalmei             | 04′    |
| Tremulant            |        |
| Zimbelstern          |        |

| II Hauptwerk C–g3      |        |
| Prinzipal              | 16′    |
| Prinzipal (II ab f0) 0 | 08′    |
| Spitzflöte             | 08′    |
| Oktave (II ab f0)      | 04′    |
| Hohlflöte              | 04′    |
| Quinte                 | 02 ⁄3′ |
| Oktave (II ab f0)      | 02′    |
| Mixtur VIII-X          | 02′    |
| Scharf V-VI            | 01′    |
| Cornett V (ab g0)      | 08′    |
| Trompete               | 16′    |
| Trompete               | 08′    |
| Spanische Trompete 0   | 08′    |
| Spanische Trompete     | 04′    |

| III Oberwerk C–g3       |         |
| Gedackt                 | 16′     |
| Prinzipal (II ab Gis) 0 | 08′     |
| Rohrflöte               | 08′     |
| Viola di Gamba          | 08′     |
| Oktave                  | 04′     |
| Traversflöte            | 04′     |
| Nasat                   | 02 ⁄3′  |
| Flachflöte              | 02′     |
| Terz                    | 01 3⁄5′ |
| Mixtur VII              | 02′     |
| Terzzimbel III          | 01⁄6′   |
| Bombarde                | 16′     |
| Trompete                | 08′     |
| Oboe                    | 08′     |
| Clairon                 | 04′     |
| Tremulant               |         |

| IV Brustwerk C–g3 |         |
| Holzgedackt       | 08′     |
| Spitzgamba        | 08′     |
| Prinzipal         | 04′     |
| Blockflöte        | 04′     |
| Oktave            | 02′     |
| Gedacktflöte      | 02′     |
| Sifflöte          | 01′     |
| Terzian II        | 01 3⁄5′ |
| Zimbel II         | 01⁄3′   |
| Regal             | 16′     |
| Vox humana 0      | 08′     |
| Tremulant         |         |

| Pedal C–f1        |         |
| Prinzipal         | 32′     |
| Prinzipal         | 16′     |
| Subbass           | 16′     |
| Oktave            | 08′     |
| Gemshorn          | 08′     |
| Oktave            | 04′     |
| Koppelflöte       | 04′     |
| Nachthorn         | 02′     |
| Rauschquinte IV 0 | 02 ⁄3′  |
| Mixtur VIII       | 05 1⁄3′ |
| Posaune           | 32′     |
| Posaune           | 16′     |
| Fagott            | 16′     |
| Trompete          | 08′     |
| Trompete          | 04′     |
| Zink              | 02′     |

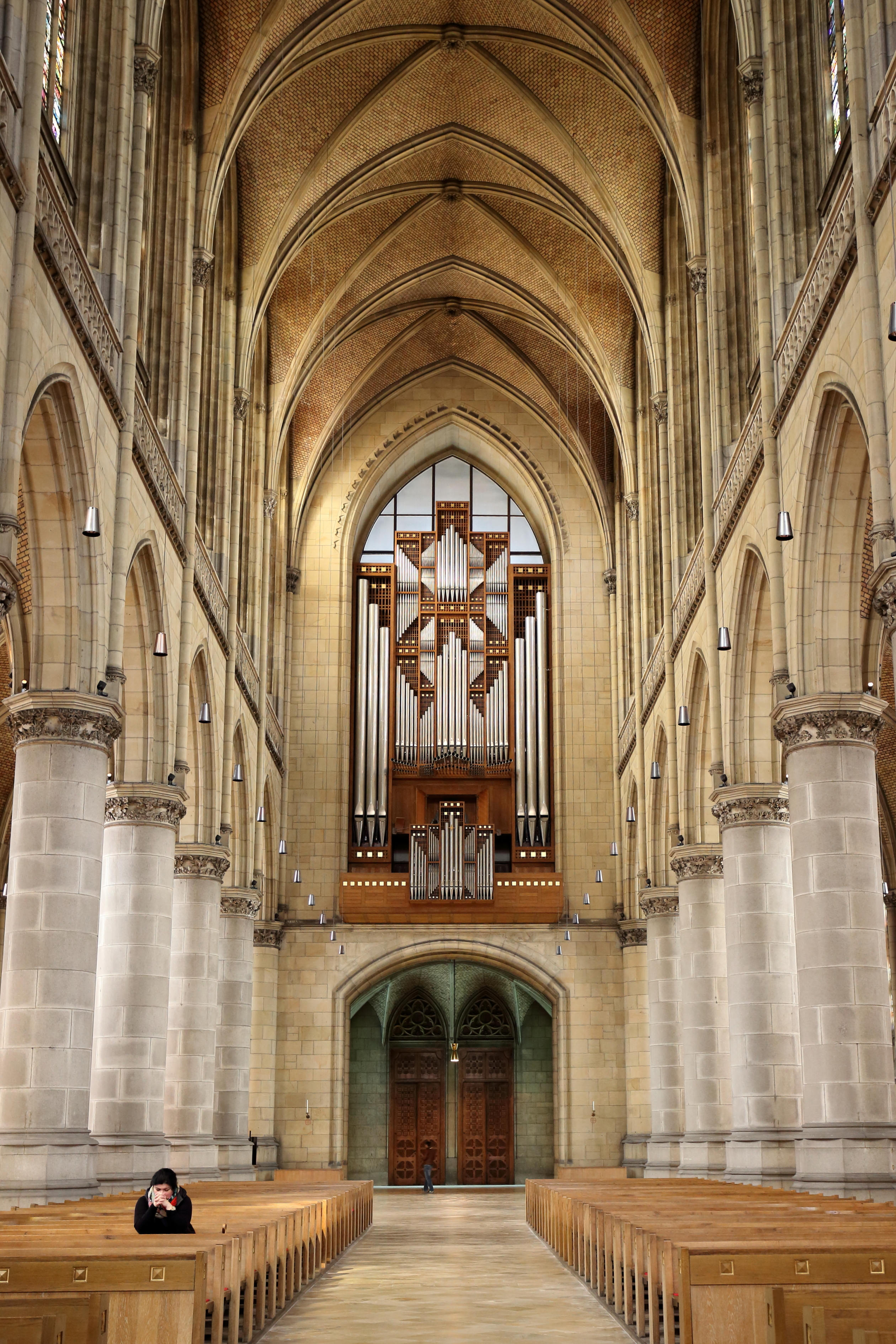
Innenansicht Richtung Orgelempore

- Koppeln: I/II, III/II, IV/II, I/P II/P, III/P, IV/P
- Barkerkoppel für die Manuale (abschaltbar)
- Handkurbel für die Betätigung der Schwelltüren des Positivs
- Anmerkungen:

1. ↑  Aufgrund der Größe des Domes und seiner Akustik wurde der Zimbelstern aus Triangeln gebaut.
2. ↑  im Schwellwerk.
3. ↑  Schwellbar mit Schwelltüren.

#### Chororgel

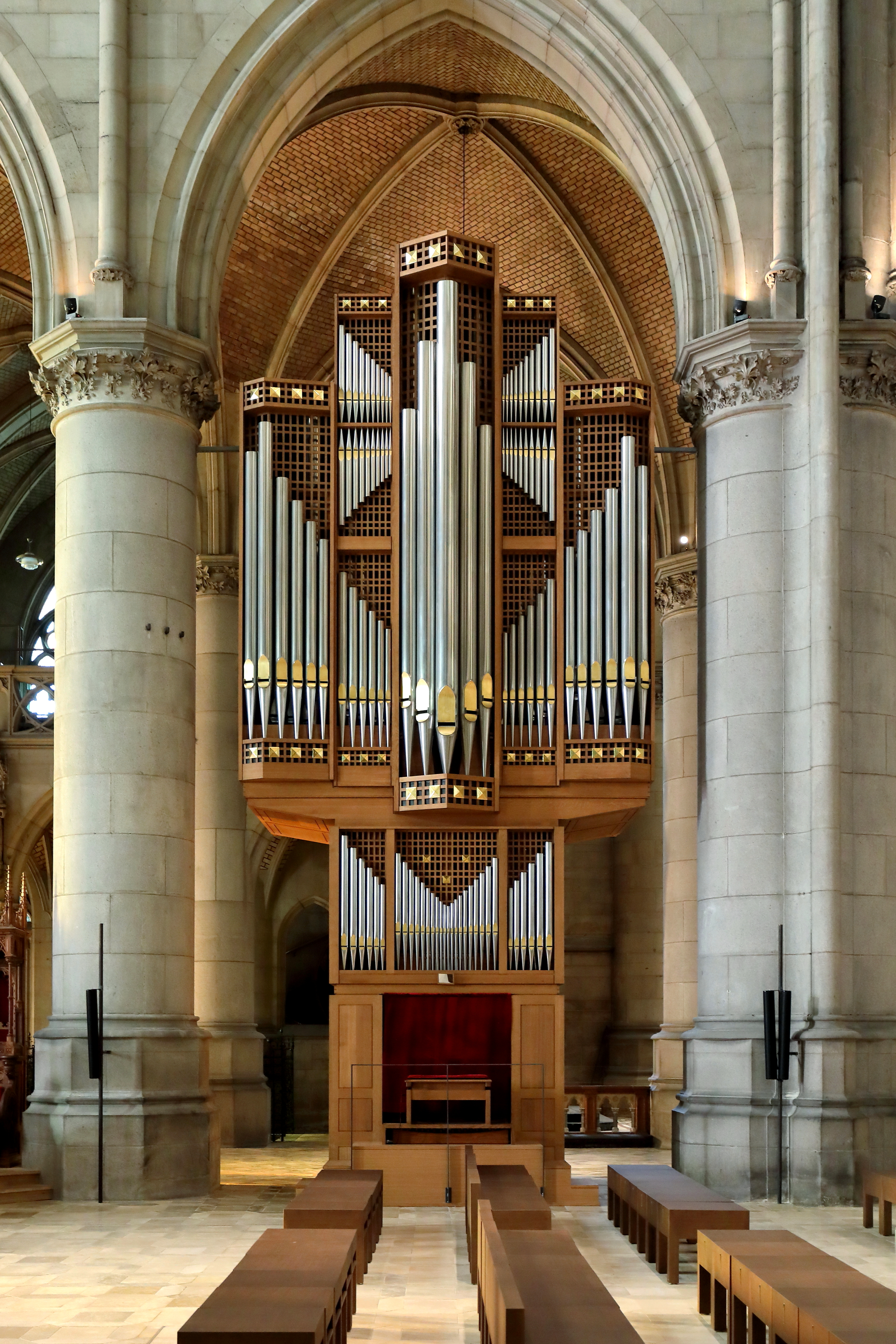
Chororgel

Die Orgel wurde 1989 von der Vorarlberger Orgelbaufirma Pflüger gebaut und verfügt über 27 Register (26 echte Register und eine Transmission) sowie mechanische Spiel- und Registertrakturen. Sie ersetzte die Lachmayr-Orgel aus dem Jahr 1887 im ehemaligen Sängerchor, die 1931 von den Gebrüdern Mauracher (Matthäus (* 1885) und Anton M. (* 1896)) restauriert und von II+P/34 auf III+P/53 erweitert wurde. Bei der Innenraum-Neugestaltung des Mariendoms 2017 wurde die neue Chororgel gereinigt, versetzt und neu intoniert.
| I Hauptwerk C–g3 |       |
| Principal        | 16′   |
| Principal        | 8′    |
| Hohlflöte        | 8′    |
| Viola            | 8′    |
| Octav            | 4′    |
| Spitzflöte       | 4′    |
| Quint            | 2 ⁄3′ |
| Octav            | 2′    |
| Mixtur IV        | 2′    |
| Cymbel III       | 1′    |
| Trompete         | 8′    |

| II Brustpositiv C–g3 |       |
| Principal            | 8′    |
| Gedackt              | 8′    |
| Octav                | 4′    |
| Flöte                | 4′    |
| Sesquialter II       | 2 ⁄3′ |
| Octav                | 2′    |
| Larigot              | 1 ⁄3′ |
| Mixtur IV            | 1 ⁄3′ |
| Dulzian              | 8′    |
| Tremulant            |       |

| Pedal C–f1         |     |
| Principal (aus HW) | 16′ |
| Subbass            | 16′ |
| Octavbass          | 8′  |
| Flöte              | 8′  |
| Octav              | 4′  |
| Posaune            | 16′ |
| Trompete           | 8′  |

- Koppeln: II/I, I/P, II/P

## Domkrypta

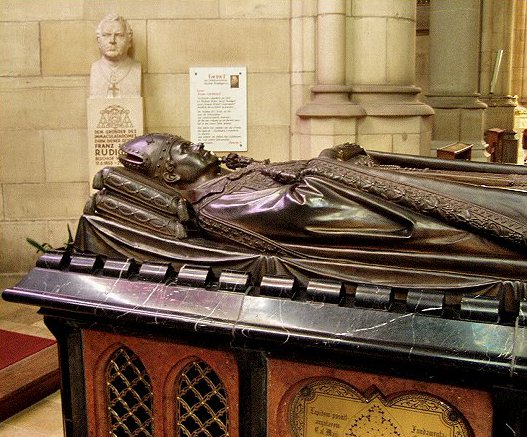
Kenotaph Bischof Rudigiers im Dom; das eigentliche Grab befindet sich in der Domkrypta

Die Krypta ist die Grablege der Bischöfe von Linz. Die zwischen 1785 und 1924 verstorbenen Bischöfe waren ursprünglich im Alten Dom bestattet; ihre Särge wurden nach der Fertigstellung des Mariä-Empfängnis-Doms hierher verlegt. Für den hier bestatteten Bischof Franz Joseph Rudigier existiert ein Kenotaph im Kapellenkranz. Alois Wagner, zuletzt Kurien-Erzbischof in Rom, liegt ebenfalls in der Krypta begraben. Ausgestellt ist hier auch der Ornat von Bischof Rudigier.
Zentrales Ausstattungsstück der Krypta ist die Weihnachtskrippe, die Sebastian Osterrieder in den Jahren 1908 bis 1913 im Auftrag von Bischof Doppelbauer schuf, mit ihren mehr als vierzig aus Lindenholz geschnitzten Figuren die größte im Werk Osterrieders.

## Dollfuß-Gedenktafel

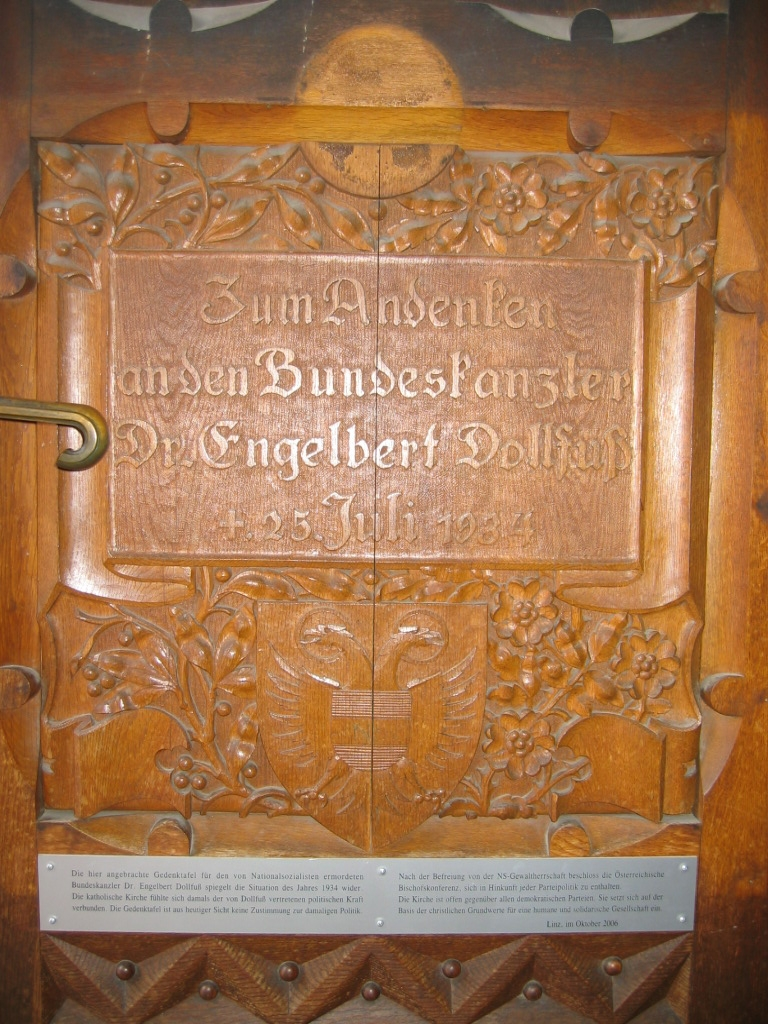
Gedenktafel mit Zusatztafel

Im Oktober 2006 ergänzte die katholische Kirche die Ehrentafel für Engelbert Dollfuß am Dom mit einer Zusatztafel. In der Zusatztafel distanziert sich die Kirche nach Beschluss der Österreichischen Bischofskonferenz von der Politik Dollfuß und bekundet die zukünftige Enthaltung der Kirche von Parteipolitik. Dollfuß hatte als Bundeskanzler die so genannte „Selbstausschaltung des Parlaments“ genutzt, um den drohenden Wahlsieg der Nationalsozialisten durch eine ständestaatliche Diktatur zu verhindern, die 1934 zu einem Bürgerkrieg führte. Die Ehrentafel war 1934 nach seiner Ermordung durch Nationalsozialisten errichtet worden.

## Projekt „Turmeremit“
Im Zweiten Weltkrieg wurde im Turm des Mariendoms in 68 Metern Höhe eine Türmerstube eingebaut und vermutlich als Beobachtungsposten genutzt. Im Rahmen von Linz 2009 – Kulturhauptstadt Europas stellte die Diözese Linz diese Türmerstube erstmals für Menschen zur Verfügung, die sich – ungeachtet ihrer Glaubensrichtung – für je eine Woche als Einsiedler in die Stille zurückziehen wollten. Ihnen stand eine seelsorgerische Begleitung zur Verfügung. Wegen der großen Akzeptanz dieser Maßnahme wird dieses Angebot seit 2010 weitergeführt.

## Initiative „Pro Mariendom“
Seit Mai 2018 spricht sich eine neu konstituierte Initiative für eine notwendige Sanierung des Doms um etwa 14 Mio. € aus. An der Spitze der Initiative steht ein Beirat, der vom früheren Landeshauptmann Josef Pühringer geleitet wird.
2017 machten 200.000 Personen eine Führung im Dom mit, darunter ein Drittel Kinder unter 10 Jahren. Beliebt sind die „Taschenlampenführungen“ bei Nacht.